# Karagoua Wanzamey
Karagoua Wanzamey (auch: Karagoua ta Wanzam, Karagoua Wanzammai) ist ein Dorf im Arrondissement Zinder IV der Stadt Zinder in Niger.

## Geographie
Das von einem traditionellen Ortsvorsteher (chef traditionnel) geleitete Dorf befindet sich westlich des Stadtzentrums im ländlichen Gemeindegebiet von Zinder, der Hauptstadt der gleichnamigen Region Zinder. Zu den umliegenden Dörfern zählen Garin Rana im Nordwesten, Midic im Nordosten, Doutchin Koura im Osten und Zangon Ismagaïla im Südwesten.
Zwischen Karagoua Wanzamey und Midic erstreckt sich der semipermanente See Mare de Midic. Wie im gesamten Gemeindegebiet von Zinder herrscht das Klima der Sahelzone vor, mit einer durchschnittlichen jährlichen Niederschlagsmenge zwischen 300 und 400 mm.
Die Gemeindezugehörigkeit von Karagoua Wanzamey ist zwischen Zinder und Droum umstritten. Dies führt zu Konflikten insbesondere bezüglich Grund und Boden.

## Bevölkerung
Bei der Volkszählung 2012 hatte Karagoua Wanzamey 602 Einwohner, die in 93 Haushalten lebten. Bei der Volkszählung 2001 betrug die Einwohnerzahl 1544 in 264 Haushalten.

## Wirtschaft und Infrastruktur
Es gibt eine Schule im Dorf. In Karagoua Wanzamey ist eine Pfadfindergruppe des nationalen Verbands Association des scouts du Niger aktiv.